# Пирасикаба (мезорегион)

Пирасикаба на карте.

Пирасикаба (порт. Mesorregião de Piracicaba) — административно-статистический мезорегион в Бразилии, входит в штат Сан-Паулу. Население составляет 1 377 257 человек (на 2010 год). Площадь — 9 047,744 км². Плотность населения — 152,22 чел./км².

## Демография
Согласно сведениям, собранным в ходе переписи 2010 г. Национальным институтом географии и статистики (IBGE), население мезорегиона составляет:
| Полное население                            | Полное население                            | Полное население                            | Полное население                            | 1 377 257 |
| ------------------------------------------- | ------------------------------------------- | ------------------------------------------- | ------------------------------------------- | --------- |
| в том числе:                                | Городское население                         | 1 316 382                                   | Процент городского населения, %             | 95,58     |
|                                             | Сельское население                          | 60 875                                      | Процент сельского населения, %              | 4,42      |
|                                             | Мужское население                           | 680 887                                     | Процент мужского населения, %               | 49,44     |
|                                             | Женское население                           | 696 370                                     | Процент женского населения, %               | 50,56     |
| Плотность населения, чел/км²                | Плотность населения, чел/км²                | Плотность населения, чел/км²                | Плотность населения, чел/км²                | 152,22    |
| Население мезорегиона в % к населению штата | Население мезорегиона в % к населению штата | Население мезорегиона в % к населению штата | Население мезорегиона в % к населению штата | 3,34      |

## Статистика
- Валовой внутренний продукт на 2003 составляет 16 264 929 043,00 реалов (данные: Бразильский институт географии и статистики).
- Валовой внутренний продукт на душу населения на 2003 составляет 12 484,79 реалов (данные: Бразильский институт географии и статистики).
- Индекс развития человеческого потенциала на 2000 составляет 0,818 (данные: Программа развития ООН).

## Состав мезорегиона
В мезорегион входят следующие микрорегионы:
1. Лимейра
2. Пирасикаба
3. Риу-Клару